# Dendrophthoe constricta
Dendrophthoe constricta är en tvåhjärtbladig växtart som beskrevs av Danser. Dendrophthoe constricta ingår i släktet Dendrophthoe och familjen Loranthaceae. Inga underarter finns listade i Catalogue of Life.